# Grottes de Conjoux

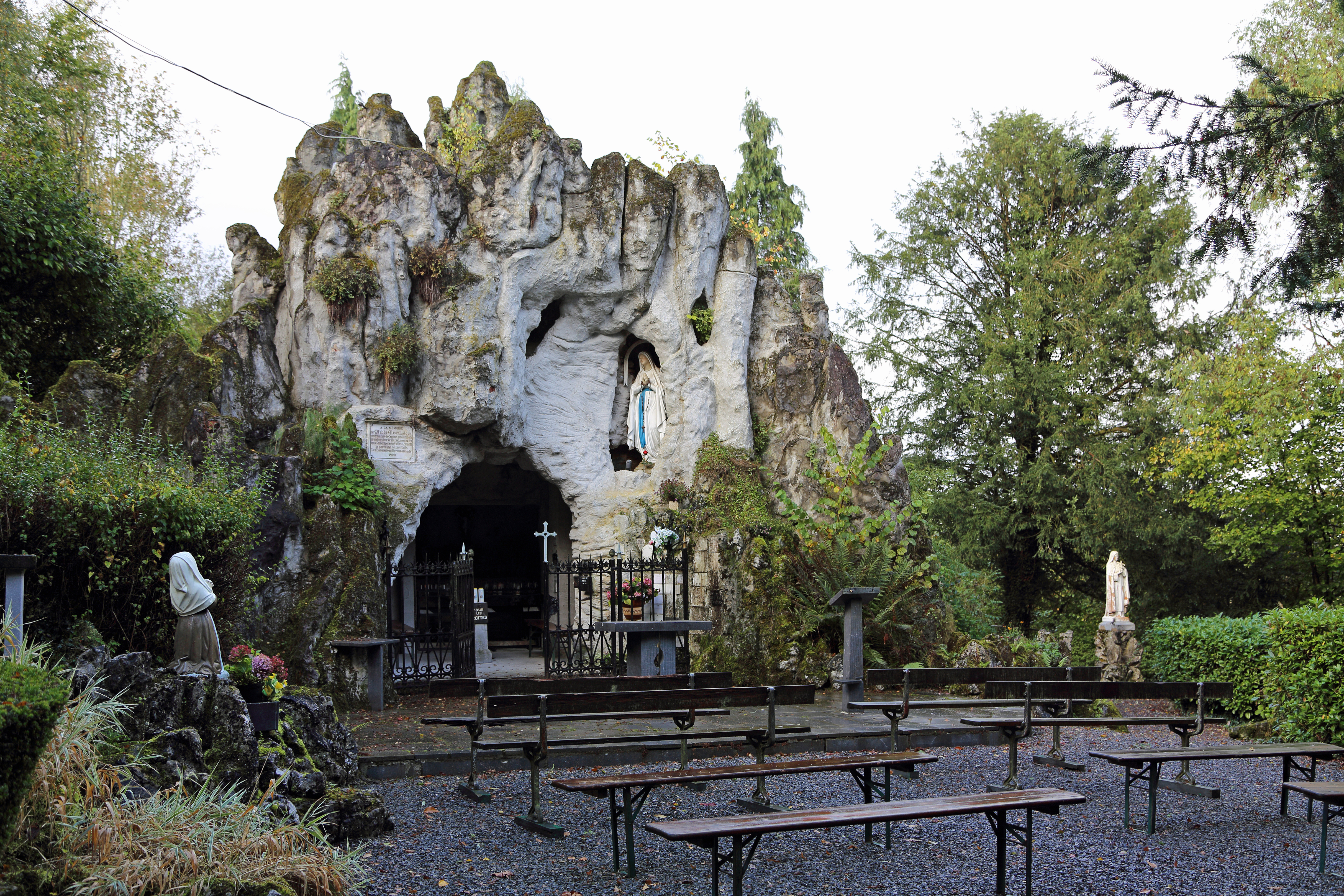
La grotte de Lourdes, à Conjoux

Les grottes de Conjoux, sises à Conjoux, près de la ville de Ciney, en Belgique, forment un ensemble de 18 constructions artificielles ressemblant à des grottes. La plus importante est une copie de celle de Massabielle (Lourdes). L’ensemble forme un sanctuaire marial autrefois très fréquenté.

## Histoire
Au retour d’un pèlerinage à Lourdes, en France, l'abbé Elisée Laloux (1843-1900), curé de la paroisse de Conjoux à partir de 1870, eut à cœur de partager sa nouvelle dévotion mariale avec les fidèles de sa paroisse et autres habitants de la région. Il souhaitait offrir un lieu de pèlerinage à ceux qui n'avaient pas les moyens de se rendre à Lourdes même. À partir de 1880 il fit reproduire dans sa paroisse la grotte de Massabielle de Lourdes, où la Vierge Marie apparut à Bernadette Soubirous en 1858. 

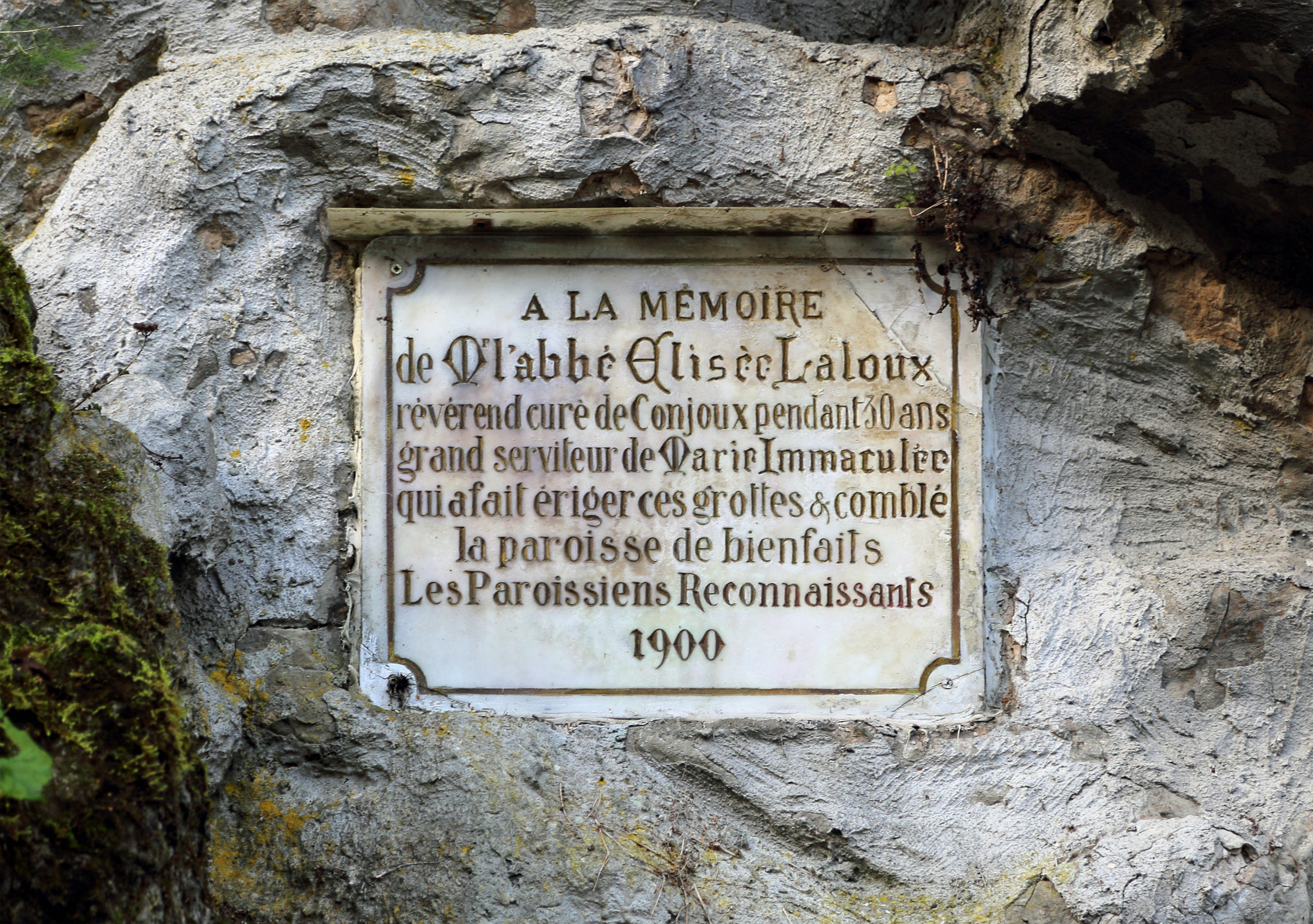
Hommage à l'abbé Laloux, créateur des 'grottes'

Outre la grotte, le site se développa en un sanctuaire marial de grande dimension. D’autres grottes artificielles – elles sont 18 - furent créées entre 1887 et 1893. Dans chacune une scène de la vie de Marie avec statues de taille humaine. En tout plus d’une centaine de statues en plâtre, moulées et peintes. Le curé Laloux s'assura pour cette réalisation, de la collaboration du statuaire Émile Biernaux, de Namur.
Devant la grotte de Lourdes est aménagé un espace de prière destiné à accueillir les processions de pèlerins.  Diverses cavités, dans cette grotte principale sont accessibles sur le côté ou par l’arrière. Un autre groupe de grottes – appelé le ‘Rosaire de Conjoux’ - , de part et d’autre d’un sentier en arc de cercle, abritent des scènes des quinze mystères du Rosaire : joyeux, douloureux et glorieux. Le sentier large et ombragé permet des processions qui s’arrêtent devant chaque grotte pour la récitation d’une dizaine d’Ave Maria avec méditation du mystère représenté.
Jusqu'aux apparitions mariales de Beauraing en 1932-1933, Conjoux fut le lieu de pèlerinage marial le plus fréquenté du diocèse de Namur. Dans l’Entre-deux-guerres on y recensait quelque 30000 pèlerins par an.
Aujourd’hui, le nombre de pèlerins a fortement diminué et, même si l'on y célèbre encore quelques cérémonies d’importance, le sanctuaire est moins fréquenté. Bien que restaurées plusieurs fois, elles sont plutôt délaissées. Une première grotte s'est effondrée durant l'hiver 2010 et l'ensemble est actuellement fort menacé après l'enlèvement de toute la végétation.